# SHINE〜言葉を紡いで〜
『SHINE〜言葉を紡いで〜』（シャイン ことばをついで）は、サクセスより2002年4月25日に発売されたPlayStation 2用ゲームソフト。

## 登場人物

### メインキャラクター
主人公
声 - 青木誠
特に際立った能力もない、ごく普通の青年。しかし人柄は良くいわゆる「聞き上手」な人物なので相談事を持ちかけられる事も多く、友人は多い。女の子の友達も多いが、異性との交際経験はまったくない。写真部に在籍していた自分の腕を活かしてカメラマンになることを思いつき、写真部の先輩ですでにカメラマンとして活躍していた大城大樹を頼って伊部那島へとやってきた。
市川 未央（いちかわ みお）
声 - 田中理恵
18歳 158cm 神奈川県出身
気品漂う物腰で、受け答えもきわめて丁寧。だが清楚さを感じさせる外見と上品な口調とは裏腹に、天然ボケ系の返答が多く、話していてどこか「のれんに腕押し」という感じが否めない不思議な女の子。加えて、あくまでマイペースな性格であるため、彼女と話をするにはそれなりの精神力が必要となる。
ミサト・アトラン（Misato Atlan）
声 - 奥島和美
18歳 157cm 大阪府出身
金髪に青い目と、見た目は外国人にしか見えないが流暢な日本語（関西弁）で話す一風変わった女の子。幼い頃から柔道を習っており、以前から誘いを受けていたとある大学の柔道部合宿を見学するため、伊部那島へとやってきた。明るく活動的な女の子であるが、関西弁に免疫のない人が彼女と話をした場合、その外見とのアンバランスさもあいまって、戸惑ってしまうことが多い。
平良 海里（たいら かいり）
声 - かかずゆみ
17歳 155cm 沖縄県出身
島育ちで見るからに活発な女の子。日に焼けた小麦色の肌で、いつでも好きな時に泳げるよう常に水着を着用している。まるで男の子のような口調で話し、女の子らしさはあまり感じられない。幼い頃から島の周りにいる野生のイルカたちと仲が良く、島の大人たちからはイルカ姫と呼ばれている。
秋月 マイ（あきづき まい）
声 - 永迫舞
19歳 179cm 東京都出身
プライドが高く虚栄心の塊のような人物で、他人に自分の弱い部分を見せる事を嫌う。ブランドものの衣服で身を固め、高圧的な口調で話すお嬢様タイプの女性。大城大樹こそが自分に相応しい男性と信じ込んでおり、近く大城大樹の誕生日パーティーが開かれるとの情報を入手するやいなや、アポもとらずに伊部那島へとやってきた。
真栄田 比奈（まえだ ひな）
声 - 増田ゆき
17歳 158cm 出身地不明
やや神秘的なイメージが漂い、一見近寄りがたい雰囲気を持つ女の子。他人との付き合いをあまり好まず、自分から積極的に友人をつくろうともしない。主人公と話をしても、その対応はどこか事務的でそっけない。簡単に自分の身の上を他人に話すようなタイプではないため、出身地すらわからない謎の多い女の子。
伊江出 留美（いえで るみ）
声 - 小暮英麻
16歳 自称160cm 東京都出身
16歳という年齢ながら、見た目はかなり幼い女の子。ハキハキとした歯切れの良い受け答えに好感が持てる。何かにつけて明るく振舞うが、時折ふとした拍子に物憂げな表情を見せる。かたくなに自分の身長を160cmと言い張っているが、どうみても150cmもないんじゃないかというほど小柄な体をしている。

### サブキャラクター
大城 大樹（おおしろ たいき）
声 - 鈴木正和
28歳 185cm 沖縄県出身
写真好きがこうじて、若くして世間に認められるカメラマンとなった人物。実業家としての才にも長け、彼の父親がおこした会社である「株式会社イブナリゾート」の経営アドバイザリースタッフとして以前から活躍していた。父親が他界してからは、実質的な会社の舵取り役として社員からの信頼を集めている。ややキザで悪ノリ好きな面はあるものの、人当たりは良い。

## スタッフ
- 原画 - 成瀬裕司
- シナリオ -
- 音楽 - 畑亜貴、浅乃一

## 主題歌
オープニングテーマ「Feel Myself」
歌 - 増田ゆき
エンディングテーマ「Blue Sympathy」
歌 - 畑亜貴